# Ecolog Arena
Die Ecolog Arena ist ein Fußballstadion in der nordmazedonischen Stadt Tetovo, Region Polog. Die Anlage bietet 15.000 Zuschauern Platz.
Im März 2015 gab es einen Beschluss der Fudbalska Federacija na Makedonija und der Gemeinde Tetovo für eine Renovierung der Sportstätte als Teil eines Projekts der UEFA, namens „Hat-trick 4“. Die Renovierung des Stadions begann im April 2015. Im April 2016 waren die Renovierungsarbeiten am Spielfeld beendet und später im Jahr wurden Flutlichter installiert, damit auch nachts gespielt werden kann.
Am 19. Juli 2016 nahm die Firma Ecolog International von der Gemeinde die Arena sowie ein zweites Stadion unter Konzession, damit man 7,7 Millionen Euro investiert, sodass es auch die Kriterien für internationale Spiele erfüllt.

## Länderspiele
- 12. Apr. 1994:  Mazedonien –  Albanien 5:1 (Freundschaftsspiel)